# Bulletproof Picasso (singolo)
Bulletproof Picasso è una canzone della rock band statunitense Train tratta dal settimo album omonimo. Ufficialmente è stata pubblicata il 26 settembre 2014 come il terzo singolo tratto dall'album. La canzone era stata precedentemente pubblicata come singolo promozionale.

## Video musicale
Il 23 gennaio 2015 viene pubblicato sul canale Vevo di YouTube della band il video musicale del singolo. Il video, diretto da SCANTRON FILMS & Mel Soria, vede la partecipazione di Emily Kinney, nota per aver recitato in The Walking Dead, e Reid Ewing, noto per la sua apparizione in Modern Family.

## Formazione
- Train - voce, cori e musica
- Butch Walker, Whams - produttore
- Pat Monahan, Butch Walker, Michael Freesh, Trent Mazur - testo e musica
- Columbia Records, Sony Music Entertainment - etichetta

## Classifica
| Classifica (2014)          | Posizione massima |
| -------------------------- | ----------------- |
| Stati Uniti (adult top 40) | 22                |